# Messier 22
Messier 22 (také M22 nebo NGC 6656) je kulová hvězdokupa v souhvězdí Střelce. Objevil ji německý astronom Johann Abraham Ihle v roce 1665. Je jednou z nejbližších a nejjasnějších kulových hvězdokup; její vzdálenost od Země je přibližně 10 400 světelných let a je viditelná i pouhým okem. Jasnější jsou pouze Omega Centauri a 47 Tucanae na jižní obloze. Patří také mezi čtyři kulové hvězdokupy, o kterých je známo, že obsahují planetární mlhovinu.

## Pozorování

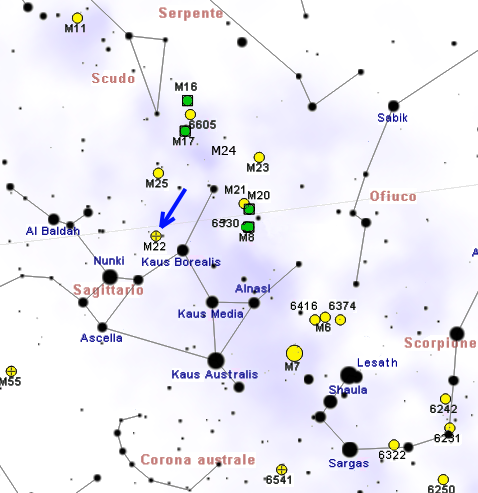
Poloha M 22 v souhvězdí Střelce

M22 se nachází v oblasti středně bohaté na pohledné hvězdy, nachází se totiž v blízkosti hlavních hvězd souhvězdí Střelce, které svým rozložením připomínají obrys čajové konvice. Hvězdokupa leží téměř 3° severovýchodně od hvězdy Kaus Borealis (λ Sgr). Pokud je obloha zvláště průzračná, je dokonce možné hvězdokupu rozeznat pouhým okem jako velmi slabou hvězdu lépe viditelnou odvráceným pohledem. Obyčejný triedr 10x50 zcela odhalí její kruhový tvar, který vypadá jako hodně matná skvrna, která je směrem do středu velmi jasná. Ovšem k rozlišení jejích nejjasnějších hvězd je zapotřebí dalekohled o průměru alespoň 120 až 150 mm. Ještě větší dalekohledy ji dokážou téměř zcela rozložit na tisíce hvězd, ale jejich pozadí zůstává zamlžené. Zběhlí pozorovatelé mohou zkusit vyhledat planetární mlhovinu, kterou hvězdokupa skrývá. Může být nalezena dalekohledem o průměru alespoň 300 mm vybaveným mlhovinovým filtrem.
Poblíž M22 se nachází mnoho dalších objektů Messierova katalogu, například 3° západně leží kulová hvězdokupa M28 a 5° severně jasná otevřená hvězdokupa M25.
M22 je možno jednoduše pozorovat z většiny obydlených oblastí Země, protože má dostatečně nízkou jižní deklinaci. Přesto není pozorovatelná v severní Evropě a Kanadě, tedy blízko polárního kruhu a ve střední Evropě zůstává poměrně nízko nad obzorem. Na jižní polokouli je hvězdokupa dobře viditelná vysoko na obloze během jižních zimních nocí. Nejvhodnější období pro její pozorování na večerní obloze je od června do října.

## Historie pozorování
Hvězdokupu jako první popsal Charles Messier jako kulatou mlhavou skvrnu bez hvězd. Dodal ovšem, že ji sám neobjevil, tou dobou už byla známa. Opravdovým objevitelem byl Johann Abraham Ihle ve druhé polovině 17. století. M22 je první objevenou kulovou hvězdokupou,
o které bylo známo, že to není pouhá hvězda. Jednotlivé hvězdy v ní jako první rozeznal William Herschel a jeho syn John přesněji popsal, že její nejjasnější hvězdy jsou 11. magnitudy a některé mají výrazně červenou barvu.

## Vlastnosti

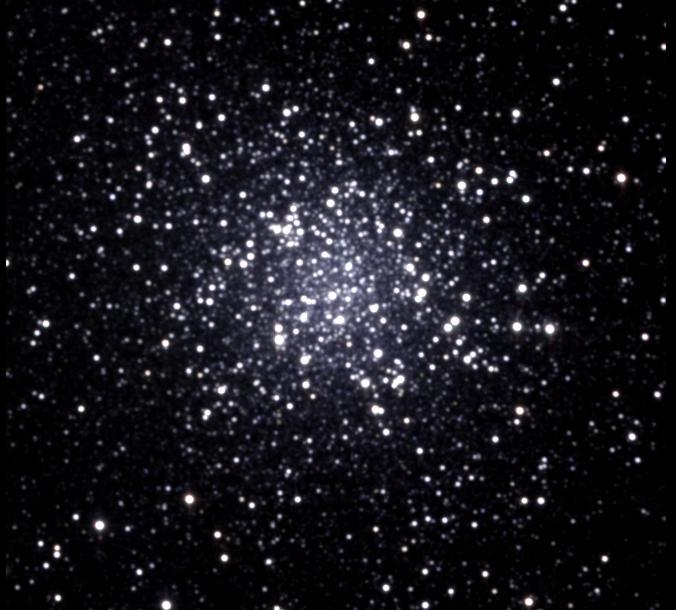
Infračervený snímek M22. Autor: 2MASS project

Tato kulová hvězdokupa je jednou z nejbližších k Zemi: nachází se ve vzdálenosti pouhých 10 400 světelných let od Země, a proto na obloze pokrývá stejně velkou plochu jako Měsíc. V této vzdálenosti je tedy její skutečný průměr přibližně 97 světelných let. Obsahuje přibližně 100 000 hvězd, ale pouze asi třicet proměnných hvězd, z nichž byla polovina známa již na začátku 20. století. Většina jejích proměnných hvězd je typu RR Lyrae, ale jedna taková s periodou 199,5 dne již není považována za skutečného člena hvězdokupy.
Magnituda nejjasnějších členů hvězdokupy je přibližně 11 a průměrná magnituda jejích nejjasnějších 25 hvězd je 12,9, jsou tedy mnohem jasnější než členové hvězdokupy M13, u které je tato hodnota 13,7. M22 se k Zemi přibližuje rychlostí 144 km/s.
M22 patří spolu s M15 k vzácným kulovým hvězdokupám, které hostí planetární mlhovinu. Objevil ji infračervený dalekohled IRAS a dostala název IRAS 18333-2357.
Na rozdíl od M15 nemá hvězdokupa výrazné středové zhuštění. Že jde o planetární mlhovinu bylo zjištěno až v roce 1989. Ve středu mlhoviny sídlí modrá hvězda. Mlhovina se nazývá také GJJC1 a její stáří se odhaduje na přibližně 6 000 let.